# 热水器

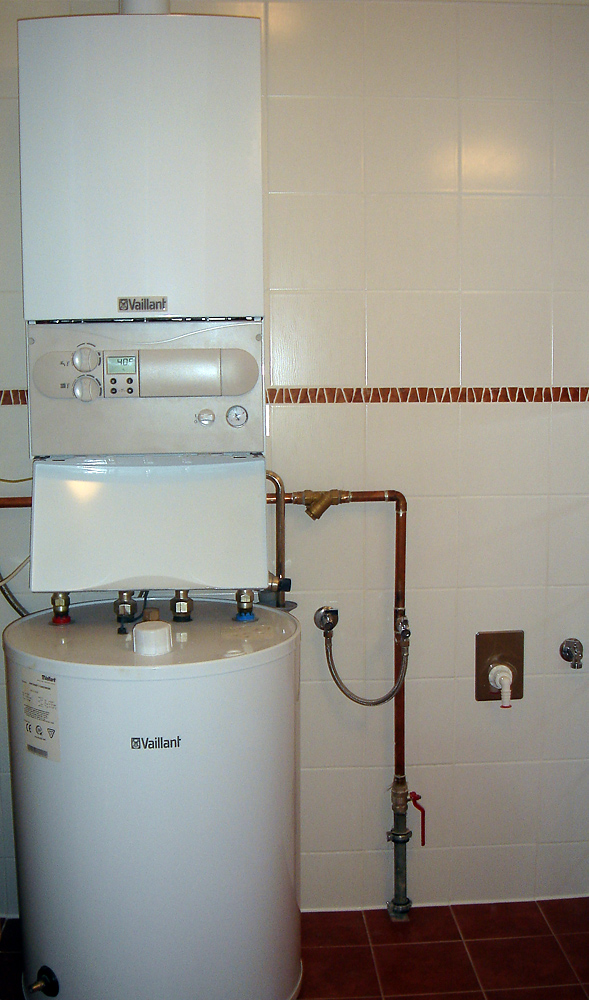
貯備型電熱水器（Storage Water Heaters）

熱水器，是為有限範圍（如：家居）提供熱水的裝置。一般以对水加熱的能源分類，有如燃氣（天然氣、煤氣）、電能、太陽能或空氣能加熱的熱水爐。用煤气或太阳能加热的热水器多为洗浴用提供热水，用电能加热的有为洗浴也有为饮用提供热水的。

## 種類
此处按加热能源分类。

### 燃氣熱水器
以液化石油氣或天然氣為燃料，主要為一般家庭供應熱水之器具。
- 即熱式燃氣熱水器

- 具有與供應冷水連動可開閉燃氣通路之構造，冷水在通過熱交換器時即被加熱專供熱水之器具。

- 儲存式燃氣熱水器

- 將預先儲存於儲槽內之水加熱具有與熱水溫度連動可開閉燃氣通路之構造，其熱水儲存位置是密封構造，內部可承受水頭落差10m以下壓力，且傳熱面積在4m^2以下專供熱水之器具。

### 電熱水器（Electric Water Heaters）

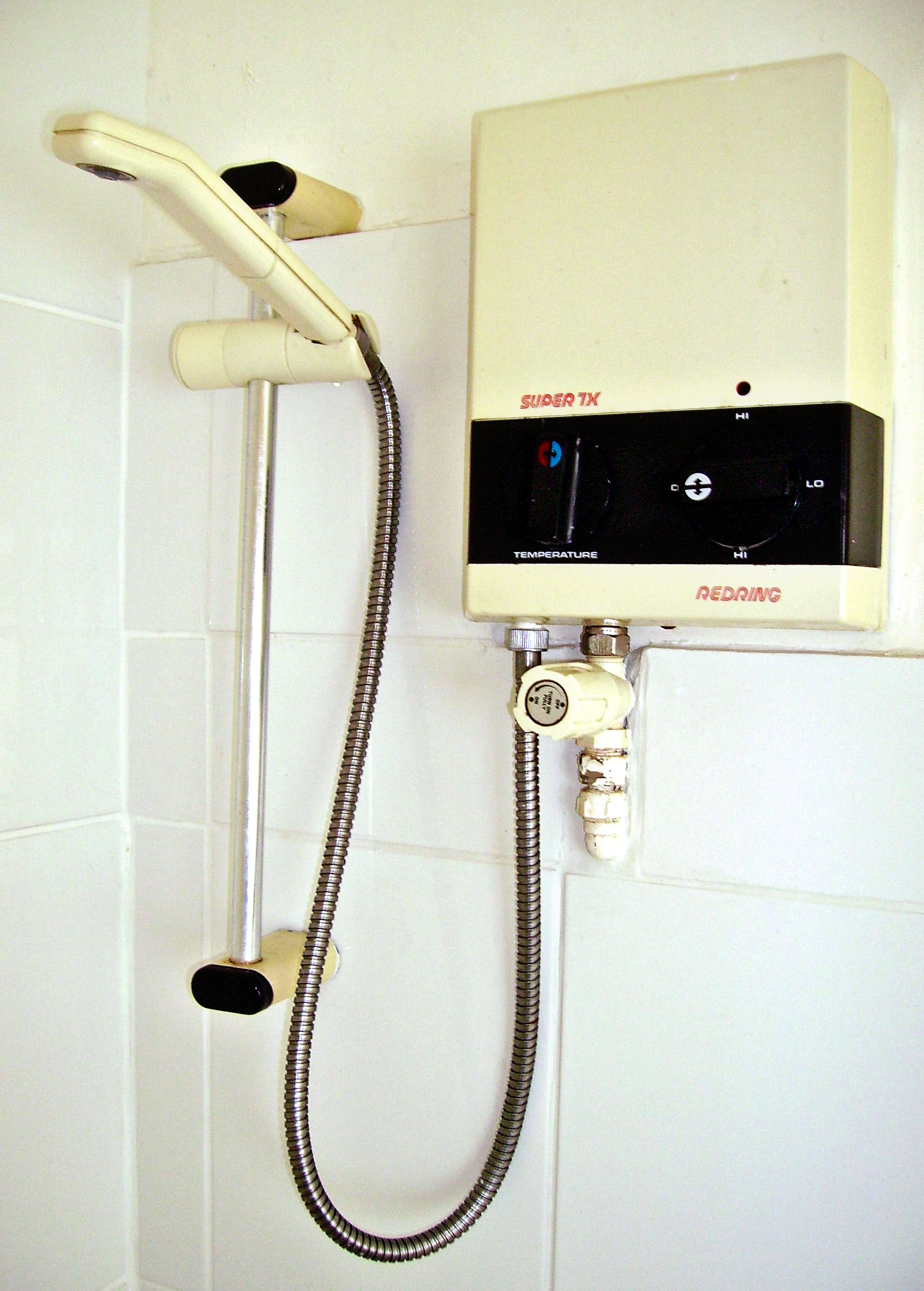
瞬熱型電熱水器（Instantaneous Water Heaters）

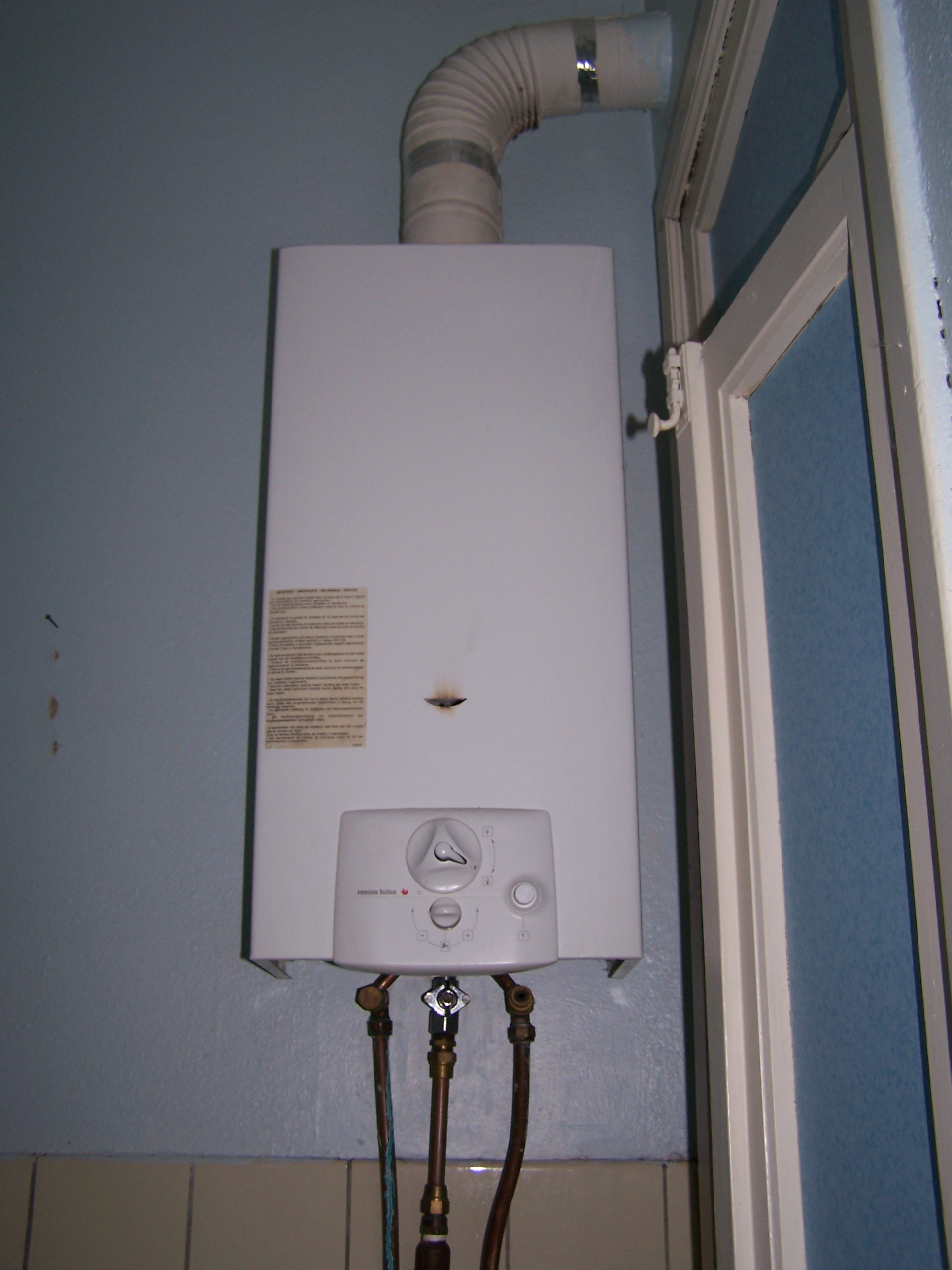
燃氣熱水器

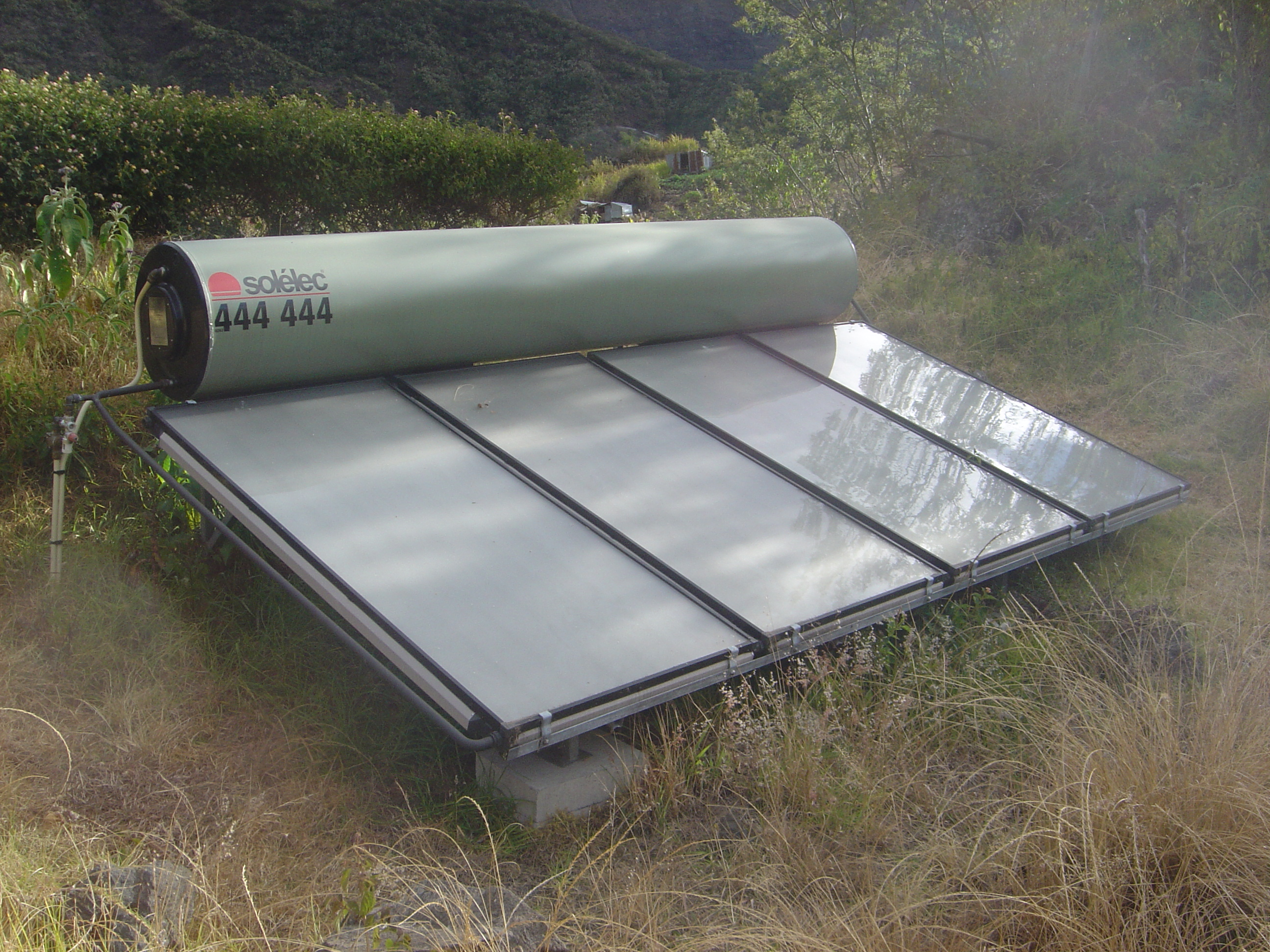
太陽能熱水器（Solar Water Heater）

- 貯備型電熱水器（Storage Water Heaters）

- 將儲水桶包覆保溫材料，加熱及儲存水於容器及結合控制水溫的固定型電器。

- 瞬熱型電熱水器（Instantaneous Water Heaters）

- 以絕緣式電熱器為主體，藉電力將流經電器之冷水瞬間加熱至適當溫度，並可立即使用之放置型電器。

### 太陽能熱水器（Solar Water Heater）
太阳能热水器是很清洁的能源，但在持续阴雨的天气下效率低下，另外冬季時效果也較差。通常會與電熱水器搭配使用。
- 儲存式

- 用透明板覆蓋之集熱體與熱水槽成一體而容納在集熱器，且附有水箱將水儲存在熱水器之型式。

- 自然循環式

- 集熱體與熱水儲槽在功能上分開放置，並用自然循環作用(虹吸或熱管(Heat pipe)原理)將集熱器所蒐集之熱能續存在有保溫之熱水槽之型式。

### 熱泵熱水器
- 空氣源熱泵熱水器

- 採用蒸氣壓縮式循環，熱源為空氣，以提供熱水(非飲用水)為目的之熱泵熱水器。

## 安全
不論何種熱水器皆應每年定期撿修，以防發生意外事故。一些建议如下：
- 務必選擇有信譽的熱水器廠商，台灣地區的消費者，在選購時務必檢查熱水器本體，要貼有由經濟部標準檢驗局核發的商品檢驗標識，以及瓦斯器材公會TGAS標籤的熱水器。

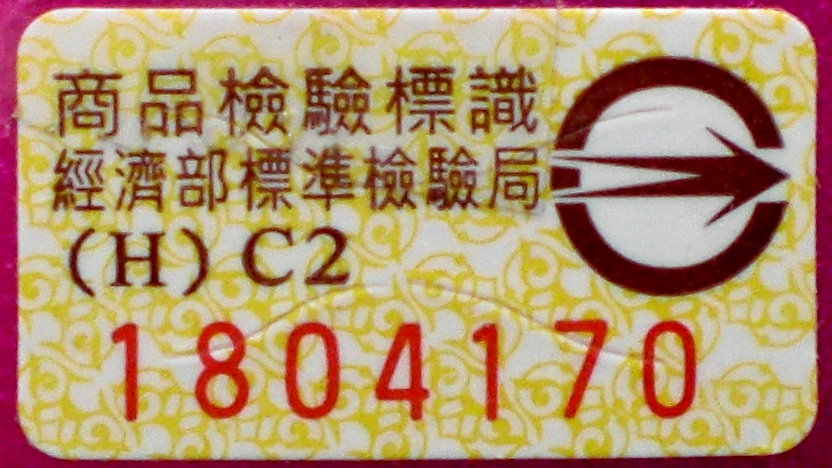
中華民國經濟部標準檢驗局商品檢驗標識

### 燃氣熱水器

#### 一氧化碳中毒
一氧化碳乃是燃燒不完全所產生的，然而，近幾年來民眾使用燃氣熱水器逐年遞增，尤其在秋冬兩季節期間，使用最甚。不少民眾於秋冬兩季期間，因天氣寒冷以致民眾有關閉窗戶使用燃氣熱水器的情形居多，同時一氧化碳中毒就伴隨而之。
- 在台灣，安裝燃氣熱水器，須找具備技術士合格證照，並安裝在室外通風處（若在室內則必需要有強制進排氣，排氣地點也不能容許排氣灌入室內的可能），避免一氧化碳中毒情形發生。
- 安裝前必須請業者進行安裝前環境履勘，確認符合機型條件方可安裝。（屋內或室外、陽台有無加裝鐵鋁窗、安裝樓層、使用天然氣或桶裝瓦斯）。
- 每年應最少一次安全檢查（秋季為佳時機，因為冬季為熱水器使用頻率最高的時節），每5年拆機檢修熱水器的內部機件或線路，確保瓦斯的使用安全。
- 在香港，為保障消費者安全，香港政府現已不再允許銷售非強制排氣的熱水器。

### 電熱水器
- 在新加坡，漏電奪命事件中，有95%是用熱水器洗澡時觸電死；但有安裝熱水器的家裡，多達90%沒有在熱水器安裝防範觸電的漏電斷路器。如果有在熱水器安裝漏電斷路器，一旦漏電，電源將在0.2秒內被切斷。除此之外，最好也把熱水器的沐浴噴頭和金屬軟管，轉換成不易導電材質如橡膠，這樣可提供雙重保障，避免發生觸電意外。
- 防範熱水器漏電措施
  1. 安裝在屋子的總漏電斷路器，需在100毫安培水平，熱水器的斷路器則是在10毫安培水平。
  2. 大馬電業公會建議定期檢查屋內及熱水器的漏電斷路器，最好每個月一次，或最少一年4次。
  3. 作為最後一道防線，選擇以橡膠或不導電的金屬軟管的沐浴噴頭。
  4. 確保選用合格的配件，如電源線、插頭或插座等，並採取必要的保護措施。
  5. 一旦發現漏電現象，必須馬上關閉電源，拔下插頭。若浴室有水流需加倍小心，別因水流而導致觸電，如果浴室地面有水，儘量不要在裡面拔插頭，應把總開關制關上後再拔除。[10]
- 電熱水器皆要防止漏电，以及避免因過熱造成水蒸氣爆炸。[11]貯備型電熱水器通常會加裝漏電斷路器來預防漏電以及加裝洩壓閥來釋放桶內過高壓力。

## 趨勢
- 能效標識成為熱水器核心指標

熱水器市場增長強勁，企業擴張產能規模，新常態下市場需求不振和產能過剩的矛盾進一步加劇，這給行業未來發展帶來一定的壓力。但熱水器產業節能水平不斷提升，熱水器產品越來越節能，一方面得益於前幾年國家政策的大力推動，另一方面也源於相關企業在市場競爭壓力下的「主動出擊」。此外，消費者消費觀念的轉變也在倒逼企業進行節能升級。
為此，中國家電市場上二級以下能效的熱水器產品已經不多見。能效標識是消費者選購熱水器的核心指標之一，同時一級能效的電熱水器比二級能效的產品更受歡迎，綠色節能產品已經成為市場的主流。
- 節能節水等高附加值產品未來可期

而作為耗水大戶，熱水器產品的節水需求也已經迫在眉睫。中國家用電器研究院副總工程師張亞晨說，洗浴用水在人們生活用水中的佔比居高，且浪費嚴重，他提供的數據顯示，家庭洗浴用水量在生活總用水量中的佔比超過50%，而單人單次洗浴平均用水量為30~80L。因此他認為，通過技術手段改良熱水器產品，既能夠實現更為節水的洗浴解決方案，也能夠為相關企業帶來新的商機。
從目前的市場反映來看，節能、節水等高附加值產品的市場份額確實在不斷的擴大之中。據中國綠色熱水器高峰論壇發布的《2014~2015年中國熱水器市場研究報告》顯示，今年一季度，在熱水器整體市場微增的情況下，人民幣3000元以上的高端產品的銷售量和銷售額均呈現較大程度的增長，同比分別增長了12.36%和15.98%，遠高於行業整體。
國家信息中心信息資源開發部副主任蔡瑩分析稱：「2015年，高端產品依然能夠保持上升和發展，這是我們對熱水器行業高端市場的一個基本判斷。」